# Château de la Fin
Le château de la Fin est situé à Thiel-sur-Acolin, en France.

## Localisation
Le château est situé sur le territoire de la commune de Thiel-sur-Acolin, dans le département de l'Allier, en région Auvergne-Rhône-Alpes.

## Description
Les maisons seigneuriales, abandonnées depuis longtemps, sont remplacées en 1871, par un château moderne, où l'alternance de la brique rose et de la pierre blanche souligne angles et encadrements.
Le corps de logis, de plan rectangulaire, à deux niveaux et niveau de combles, reçoit sur les angles deux pavillons carrés dissymétriques en retour d'équerre. Le plus important, à quatre niveaux, écrase par son volume, l'ensemble de la construction. Le second, plus petit, à trois niveaux, pris en œuvre, forme avant-corps.
La façade, côté jardin, reçoit elle aussi un pavillon de plan carré,.

## Étymologie
Le site de La Fin est supposé devoir son nom à la limite de l'ancien pays des Éduens et des Arvernes.

## Historique
La terre de La Fin fut constituée par le regroupement de trois seigneuries primitives, dont les sièges étaient installés sur trois mottes castrales  : 
- la motte de La Fin-Baron où existait un château primitif qui, en 1554, avait disparu et la motte castrale ne portait plus que l'ancienne chapelle seigneuriale.
- la motte de la Fin-Fourchaud, dont la seigneurie appartenait en partie, en 1343, à Pierre Calbrun, chevalier, conseiller du duc de Bourbon. En 1435, Jean de Bertine, issu des seigneurs de La Fin-Fourchaud, laissa la seigneurie à sa fille Alix, qui l’abandonna à Jean Mareschal, écuyer, seigneur du Fourchaud et des Noix[2].
- la motte de La Fin-Rabotin, berceau de la famille bourbonnaise de La Fin du XIIIe au XVIe siècle, aussi seigneurs de Beauvoir, Lurcy, La Nocle, et tardivement de La Ferté, vidames de Chartres[3].